# Степанщино
Степа́нщино — деревня в Воскресенском районе Московской области. Население — 587 чел. (2010).

## История
Исторически Степанщино входило в состав Чаплыженской волости.
В августе 1380 года через деревню прошли русские ратники, через Коломну, на Куликовскую битву. В первой половине XVI века село Чаплыгино и деревня Степанщино стали поместьем дворян Колтовских. К 1577 — 1578 годам в Степанщино уже стоял помещичий двор (или дворы), и поэтому оно называлось сельцом. В писцовой книге этих годов названы имена пятерых владельцев: двумя третями Чаплыгина владел Михаил Игнатьевич Колтовский, на его доле села располагалась церковь Рождества Богородицы. Его двоюродному брату Лаврентию Даниловичу Колтовскому принадлежало небольшое поместье, включавшее в себя «полсельца Степанчищева на речке на Сетовке». Другая половина и оставшаяся треть села Чаплыгина числились за вдовой другого двоюродного брата — Семёна Ивановича и её двумя детьми.
В 1626 — 1929 годах в Коломенском уезде была проведена перепись людей и земельных угодий. По итогам этой переписи известно, что Степанщино уцелело в Смуту, так как многие другие населённые пункты были многократно разорены и навсегда или на долгое время прекратили своё существование. По данным писцовых книг в сельце Степанчищевe насчитывалось 17 дворов — два помещичьих двора, 10 дворов крестьян и 5 дворов бобылей.
До 1994 года Степанщино — центр Степанщинского сельсовета, в 1994 — 2006 годах — центр Степанщинского сельского округа.

## Население
| 1926 | 2002 | 2010 |
| ---- | ---- | ---- |
| 639  | ↘571 | ↗587 |

## Географические данные
Через деревню проходит Новорязанское шоссе, которое является частью автодороги M-5«Урал». Севернее расположена деревня Чаплыгино.

## Инфраструктура
В Степанщино есть средняя школа, почтовое отделение и несколько магазинов.